# Calvin Morgan
Calvin Morgan (18 maggio 1995) è un calciatore anguillano, centrocampista del Wraysbury Village e della nazionale anguillana.

## Carriera

### Club
Ha giocato tra la nona e la decima serie inglese.

### Nazionale
Nel 2019, ha esordito con la nazionale anguillana.

## Statistiche

### Cronologia presenze e reti in nazionale
| Cronologia completa delle presenze e delle reti in nazionale ― Anguilla | Cronologia completa delle presenze e delle reti in nazionale ― Anguilla | Cronologia completa delle presenze e delle reti in nazionale ― Anguilla | Cronologia completa delle presenze e delle reti in nazionale ― Anguilla | Cronologia completa delle presenze e delle reti in nazionale ― Anguilla | Cronologia completa delle presenze e delle reti in nazionale ― Anguilla | Cronologia completa delle presenze e delle reti in nazionale ― Anguilla | Cronologia completa delle presenze e delle reti in nazionale ― Anguilla |
| Data                                                                    | Città                                                                   | In casa                                                                 | Risultato                                                               | Ospiti                                                                  | Competizione                                                            | Reti                                                                    | Note                                                                    |
| ----------------------------------------------------------------------- | ----------------------------------------------------------------------- | ----------------------------------------------------------------------- | ----------------------------------------------------------------------- | ----------------------------------------------------------------------- | ----------------------------------------------------------------------- | ----------------------------------------------------------------------- | ----------------------------------------------------------------------- |
| 6-9-2019                                                                | Città del Guatemala                                                     | Guatemala                                                               | 10 – 0                                                                  | Anguilla                                                                | CONCACAF Nations League 2019-2020 - Fase a gironi                       | -                                                                       |                                                                         |
| 13-10-2019                                                              | The Valley                                                              | Anguilla                                                                | 0 – 5                                                                   | Guatemala                                                               | CONCACAF Nations League 2019-2020 - Fase a gironi                       | -                                                                       |                                                                         |
| 16-10-2019                                                              | The Valley                                                              | Anguilla                                                                | 2 – 3                                                                   | Porto Rico                                                              | CONCACAF Nations League 2019-2020 - Fase a gironi                       | 1                                                                       |                                                                         |
| 10-11-2019                                                              | Couva                                                                   | Trinidad e Tobago                                                       | 15 – 0                                                                  | Anguilla                                                                | Amichevole                                                              | -                                                                       |                                                                         |
| 19-11-2019                                                              | Bayamón                                                                 | Porto Rico                                                              | 3 – 0                                                                   | Anguilla                                                                | CONCACAF Nations League 2019-2020 - Fase a gironi                       | -                                                                       |                                                                         |
| 21-3-2021                                                               | Fort Lauderdale                                                         | Anguilla                                                                | 0 – 0                                                                   | Isole Vergini Americane                                                 | Amichevole                                                              | -                                                                       |                                                                         |
| 27-3-2021                                                               | Fort Lauderdale                                                         | Anguilla                                                                | 0 – 6                                                                   | Rep. Dominicana                                                         | Qual. Mondiali 2022                                                     | -                                                                       |                                                                         |
| 31-3-2021                                                               | Santo Domingo                                                           | Barbados                                                                | 1 – 0                                                                   | Anguilla                                                                | Qual. Mondiali 2022                                                     | -                                                                       |                                                                         |
| 13-2-2022                                                               | Saint Martin                                                            | Saint-Martin                                                            | 1 – 2                                                                   | Anguilla                                                                | Amichevole                                                              | -                                                                       |                                                                         |
| 5-6-2022                                                                | Basseterre                                                              | Dominica                                                                | 1 – 1                                                                   | Anguilla                                                                | CONCACAF Nations League 2022-2023 - Fase a gironi                       | -                                                                       |                                                                         |
| 13-6-2022                                                               | Gros Islet                                                              | Saint Lucia                                                             | 2 – 0                                                                   | Anguilla                                                                | CONCACAF Nations League 2022-2023 - Fase a gironi                       | -                                                                       | 70’                                                                     |
| 24-3-2023                                                               | The Valley                                                              | Anguilla                                                                | 1 – 2                                                                   | Saint Lucia                                                             | CONCACAF Nations League 2022-2023 - Fase a gironi                       | -                                                                       | 59’                                                                     |
| Totale                                                                  |                                                                         | Presenze                                                                | 12                                                                      |                                                                         | Reti                                                                    | 1                                                                       |                                                                         |